# Marie Claveau
 (novembre 2016).
Si vous disposez d'ouvrages ou d'articles de référence ou si vous connaissez des sites web de qualité traitant du thème abordé ici, merci de compléter l'article en donnant les références utiles à sa vérifiabilité et en les liant à la section « Notes et références ».
Marie Claveau, surnommée Mlle Du Croisy, née à Sainte-Hermine en 1619 et inhumée à Roinville le 30 septembre 1703,, est une actrice française du XVIIe siècle.

## Biographie
Veuve d'un premier mariage en 1635 avec un certain Nicolas de Lécole, sieur de Saint-Maurice, elle se remaria avec Philibert Gassot, dit Du Croisy, le 29 juillet 1652 à Poitiers.
Ils ont au moins deux filles, Angélique, qui meurt à neuf ans, et Marie-Angélique, qui deviendra à son tour actrice.
Elle entre avec lui dans la troupe de Molière en 1659, où elle est surnommée « Mademoiselle du Croisy » (sa fille sera surnommée ainsi également). Ses piètres qualités d'actrice et son caractère épouvantable[réf. nécessaire] provoquent son exclusion de la troupe en 1665.
Elle se retire et meurt à Roinville en septembre 1703.